# Olasz Kereszténydemokrata Párt (történelmi)
Az Olasz Kereszténydemokrata Párt (olaszul: Democrazia Cristiana, rövidítése: DC, melléknév: democristiana) egy jobboldali, kereszténydemokrata olaszországi politikai párt volt.
A pártnak nagy szerepe volt a második világháború utáni Olaszország demokratikus újjáépítésében és az európai integrációs folyamat elmélyítésében. A párt 1944 és 1994 között minden kormánynak tagja volt, ebben az időszakban ők adták a miniszterelnököket.

## Története

### 1940-es évek
- 1942. december 15.: Megalakult a párt ami még illegalitásban volt. Tagja lett a mozgalomnak a Gerardo Bruni vezette szocialista és antikapitalista szellemiségű Keresztény Szociális Mozgalom.
- 1943 júliusa: Camaldoli kolostorában fiatal keresztény diákok párbeszédet folytattak három neves közgazdásszal: Sergio Paronetto, Pasquale Saraceno és Ezio Vanoni. Ekkor dolgozták ki azt a 76 pontból álló programot, amely Codice di Camaldoli néven a kereszténydemokraták későbbi gazdasági programja lett.
- 1943. szeptember 10.: A kereszténydemokraták csatlakoztak az Olasz Felszabadítási Bizottsághoz, amelyben egyre inkább vezető szerepre próbáltak szert tenni szemben a kommunistákkal és szocialistákkal.
- 1944 júniusa: Róma felszabadítása után megalakul a második Bonomi-kormány, melynek vezetői lettek a kereszténydemokraták. Ekkor kötötték meg a Római paktumot, amellyel megalakult a legnagyobb munkavállalói szakszervezet, a CGIL.
- 1944 decembere: Alcide De Gasperi lttz a párt főtitkára, egyben a 3. Bonomi-kormány külügyminisztere
- 1945 decembere: a második világháború utáni első miniszterelnök Alcide de Gasperi lett, amivel megalakult első kormánya.
- 1946. június 2.: Népszavazást tartottak Olaszország államformájáról, ahol a köztársaságpártiak győztek és ezzel 1948-tól az ország államformája köztársaság lett. A választás után II. Umbertó olasz király lemondott a trónjáról.
- 1948. január 1.: Olaszország államformája köztársaság lett és ezen a napon lépett életbe az új alkotmány.

### 1950-es évek
- 1952: Alcide De Gasperi miniszterelnök, mint egyik legfőbb kezdeményezője aláírta az Európai Szén- és Acélközösség megalapításáról szóló szerződést.
- 1958: A választásokon a párt 42,35%-os eredményével, történetének legjobb eredményét érte el. Fanfani második kormánya alakult meg, melynek miniszterelnöke és külügyminisztere illetve a párt elnöke lett. Ebbe a kormányba bekerült a balközép Olasz Szociáldemokrata Párt (Partito Socialista Democratico Italiano, PSDI), így centrista vezetés alakult ki.

### 1960-as évek
A kereszténydemorkata pártban egyre progresszívabb lett a vezetés olyan politikusokkal, mint Amintore Fanfani, Aldo Moro és Benigno Zaccagnini, akiket még a párt balszárnya is támogatott. 1961. június 13.: Fanfani megbeszélésen vett részt az Egyesült Államok akkori új elnökével John Fitzgerald Kennedyvel, aki megerősítette Fanfaninak, hogy nem ellenzi a balközéppel való kormányzást. 1963-ban Aldo Moro miniszterelnöksége alatt a szocialistákkal alakult koalíció. Ezzel a „szerves baloldal” is megalakult, amiből később a balközép koalíció jött létre.

### Történelmi kiegyezés
1976 és 1979 között a párt a kommunisták külső támogatásával kormányzott, Aldo Moro vezetésével, akit a Vörös Brigádok elnevezésű ultrabaloldali terrorszervezet 1978-ban elrabolt, túszként fogvatartott, majd meggyilkolt. 
A történtek sokként hatottak a pártra. Amikor Moro fogságba került, Giulio Andreotti keményvonalas álláspontot vett fel, és kijelentette, hogy terroristákkal nem tárgyal a kormány.

### Pentapartito
Az 1980-as évek elején a DC támogatottsága csökkenni kezdett. 1981-ben a republikánus Giovanni Spadolini lett 1944 óta az első nem kereszténydemokrata kormányfő, egy ötpárti koalíció részeként: kereszténydemokrata, szocialista, szociáldemokrata, liberális és republikánus. Ezt a koalíciót emlegették Pentapartito (’Öt Párt’) néven. 
A kereszténydemokraták az 1983-as választáson történelmük addigi legrosszabb eredményét érték el, 32,5%-ot, ami az előző választáshoz képest 5,8 százalékpontos csökkenést jelentett. Ezt követően a szocialista Bettino Craxi lett a kormányfő. 1987-ben 34,2%-ot ért el a párt. Giovanni Goria alakított kormányt, amely 1988-ig maradt fenn. Eközben Venetóban megjelent az Északi Liga. Habár az évtizedet az országban a gazdasági növekedés jellemezte, de az olasz líra folyamatos leértékelése a magaskamatú állampapírok kibocsátása miatt a gazdaság is stagnálni kezdett.
1988-ban Ciriaco De Mita lett az új kormányfő, akinek kormánya 1989. május 19-ig volt hivatalban. 1989-ban a párt 18. kongresszusán Arnaldo Forlanit választották meg titkárnak. Forlani megválasztásával a párt jobbközép szárnya került előtérbe. Ennek lett következménye, hogy, a párton belül Ciriaco de Mita vezette baloldali szárny meggyengült, és a Bettino Craxi vezette szocialistákkal megerősödött az együttműködés. A sajtóban ekkor terjedt el a CAF megnevezés: Bettino Craxi, Giulio Andreotti és Arnaldo Forlani fémjelezte politikai szövetség, melynek célja a Pentapartito többségének biztosítása volt a szocialisták és kereszténydemokraták támogatásával. 
1989. július 23-án hivatalba lépett a Hatodik Andreotti-kormány, amely 1991. március 29-ig volt hivatalban. Ezen időszak alatt radikális és történelmi változások álltak be az olasz és nemzetközi politikában: leomlott a berlini fal, a kelet-európai országok rendszerváltása, a hidegháború vége és a vasfüggöny megszűnése. 
Ennek következtében időszerűtlenné vált a kereszténydemokrata párt antikommunista hangvétele, ami hosszú ideig fontos szempont volt az olasz belpolitikában a párt szavazói körében.

### Megszűnése
1992-ben a kirobbant Tangentopoli-ügyek botránysorozat miatt a párt hitelessége jelentősen megtépázódott, valamint a hidegháború megszűnése miatti új politikai helyzet is közrejátszott. Ebben az évben a párt titkára Mino Martinazzoli lett. 1993-ban a párt országos tanácsa elfogadta a Martinazzoli által kidolgozott új etikai kódexet. Ezt követően kilépett a pártból Mariotto Segni, aki szkeptikus volt, hogy az új kódex valóban rendbe fogja hozni a pártot, amelyet nem sokkal később újabb csapás sújtott: Giulio Andreottit a maffiával való szövetkezéssel vádolták meg. Hamarosan megbukott a Giuliano Amato vezette kormány, Scalfaro köztársasági elnök pedig Carlo Azeglio Ciampit nevezte ki miniszterelnöknek, aki a második világháború utáni első párton kívüli kormányfő lett.
1993. június 23-án Martinazzoli felvetette egy új párt megalapításának ötletét. A kereszténydemokraták országos vezetősége rosszul reagált a javaslatra, többen a párt felbomlását látták a javaslatban. Ezt Martinazzoli később tagadta, és benyújtotta a titkári posztról való lemondását. Ezt az országos vezetés egyhangúlag visszautasította, és újra felkérték, hogy vigye véghez a párt megújítását.

## Ideológiája
A párt szellemisége a keresztény szociális tanokon alapult, amelyeket a 19. században Romolo Murri és Luigi Sturzo fektetett le.

### Politikai irányzatai
A párt a nevével ellentétben nem tisztán kereszténydemokrata szellemiségű volt, hanem főleg mérsékelt, középpárti és főleg liberális szárnyai voltak. Ez leginkább Alcide De Gasperi irányítása alatt volt jellemző, Amintore Fanfani idején a progresszív irányzat vált erőssé. Aldo Moro, Mariano Rumor idején határozottan a centrista néppárti irányzat vált meghatározóvá, míg Giulio Andreotti jobbközép irányzatú volt. Az 1980-as években a pártnak egyaránt volt balközép és jobbközép szárnya is. A balközépet Ciriaco De Mita, a jobbközépet Arnaldo Forlani vezette.

### Gazdaságpolitikája
Gazdaságpolitikájukat alapvetően meghatározta Codice di Camaldoli (Camaldoli-kódex) nevű gazdasági program. A program tartalmazta a jóléti javakhoz való hozzájutás állami segítségét, az állampolgárok szellemi fejlődését és a vallásosság megtartását.
Paolo Emilio Taviani közgazdász szerint ennek a kódexnek a hatására született meg a dél-olasz tartományok felzárkózását segítő a Dél Háza (Casa di Mezzogiorno) nevű hivatal, amely megalapozta a mezőgazdaság fejlődését, az alkotmánymódosítást, és elősegítette az állam intézményrendszerének a gazdasági fejlődéshez való hozzájárulását.
Ezt követően a párt a szociális piacgazdaság elkötelezettjévé vált.

### Külpolitikája
A párt a kezdeti időkben, Alcide De Gasperi vezetése alatt egyértelműen NATO-párti volt, emellett elkötelezett híve az európai integrációnak. Emiatt ők tekinthetők az Európai Unió megalkotóinak.
Amintore Fanfani külügyminiszter irányítása alatt folytatódott a NATO-párti, európai integráció párti és a gyarmatosítást ellenző, antikolonialista politika. Olaszországnak együtt kellett működnie az Egyesült Államokkal, a Kelet-Európa felől érkező kommunista fenyegetés miatt. Emellett feladata volt a Közel-Kelet és a Harmadik Világ országaival való párbeszéd elősegítése. Enrico Mattei az ENI vezetőjeként a kőolajban gazdag Iránnal olyan megállapodásokat kötött, amelyek miatt az olajárak viszonylag alacsonyak lettek Olaszországban. Azonban ez a fajta külpolitika problémákat is okozott az ország nemzetközi politikában való felértékelődése, a baloldal felé való nem megfelelő nyitás és mindehhez a pénzügyi források megteremtésének a nehézsége miatt Fanfani politikáját gyakran vádolták dilettánsnak és megbízhatatlan NATO-pártinak.

## A párt vezetősége

### Főtitkárai
- Alcide De Gasperi (1944–1946)
- Attilio Piccioni (1946–1949)
- Giuseppe Cappi (1949. január - július)
- Paolo Emilio Taviani (1949. április - 1950)
- Guido Gonella (1950–1953)
- Alcide De Gasperi (1953–1954)
- Amintore Fanfani (1954–1959)
- Aldo Moro (1959–1964)
- Mariano Rumor (1964–1969)
- Flaminio Piccoli (1969. január-november)
- Arnaldo Forlani (1969–1973)
- Amintore Fanfani (1973–1975)
- Benigno Zaccagnini (1975–1980)
- Flaminio Piccoli (1980–1982)
- Ciriaco De Mita (1982–1989)
- Arnaldo Forlani (1989–1992)
- Mino Martinazzoli (1992–1994)

### A Nemzeti Tanács elnöke
- Alcide De Gasperi	(1946–1954)
- Adone Zoli (1954–1960)
- Attilio Piccioni (1960–1966)
- Mario Scelba (1966–1969)
- Benigno Zaccagnini (1969–1975)
- Amintore Fanfani (1976)
- Aldo Moro (1976–1978)
- Flaminio Piccoli (1978–1980)
- Arnaldo Forlani (1980–1989)
- Ciriaco De Mita (1989–1992)
- Rosa Russo Iervolino (1992–1994)

## Választói bázisa
Eleinte a párt Észak-Olaszországban volt erős, Veneto és Lombardia régiókban, ezen régiók erős katolikus gyökerei miatt. Délen a régiók liberális gyökere miatt – akik Mussolini előtt népszerűek voltak délen – a Monarchista Nemzeti Párt és a Közember Pártja volt erősebb. Emilia-Romagnaban és közép-olasz régiókban a Kommunista Párt erős beágyazódása miatt a párt nem volt népszerű. 
Az 1950-es évektől az 1980-as évekig a párt legtöbb szavazója inkább délről volt valósi, mint valamelyik észak-olasz régióból. Ebből egyedül Veneto régió volt kivétel, amely mindvégig a párt egyik fellegvára maradt.
1983-as választáson a párt 40% feletti eredményt egyedül Puglia régióban ért el, mindenhol ennél rosszabb eredményt ért el, ami részben a párt hierarchikus struktúrájának volt köszönhető. 

## Választási eredmények
| Képviselőház    |                                   |                          |                             |     |                    |
| Választási évek | # a helyezés a szavazatok alapján | % a szavazatok arányában | Az elnyert mandátumok száma | +/– | Vezető neve        |
| 1946            | 8,101,004 (#1)                    | 35.2                     | 207 / 556                   | -   | Alcide De Gasperi  |
| 1948            | 12,740,042 (#1)                   | 48.5                     | 305 / 574                   | 98  | Alcide De Gasperi  |
| 1953            | 10,862,073 (#1                    | 40.1                     | 263 / 590                   | 42  | Alcide De Gasperi  |
| 1958            | 12,520,207 (#1)                   | 42.4                     | 273 / 596                   | 10  | Amintore Fanfani   |
| 1963            | 11,773,182 (#1)                   | 38.3                     | 260 / 630                   | 13  | Aldo Moro          |
| 1968            | 12,441,553 (#1)                   | 39.1                     | 266 / 630                   | 6   | Mariano Rumor      |
| 1972            | 12,919,270 (#1)                   | 38.7                     | 266 / 630                   | -   | Arnaldo Forlani    |
| 1976            | 14,218,298 (#1)                   | 38.7                     | 263 / 630                   | 3   | Benigno Zaccagnini |
| 1979            | 14,046,290 (#1)                   | 38.3                     | 262 / 630                   | 1   | Benigno Zaccagnini |
| 1983            | 12,153,081 (#1)                   | 32.9                     | 225 / 630                   | 37  | Ciriaco De Mita    |
| 1987            | 13,241,188 (#1)                   | 34.3                     | 234 / 630                   | 9   | Ciraco De Mita     |
| 1992            | 11,637,569 (#1)                   | 29.7                     | 206 / 630                   | 28  | Arnaldo Forlani    |

## Fordítás
- Ez a szócikk részben vagy egészben  a   Democrazia Cristiana című olasz Wikipédia-szócikk ezen változatának fordításán alapul.  Az eredeti cikk szerkesztőit annak laptörténete sorolja fel. Ez a jelzés csupán a megfogalmazás eredetét és a szerzői jogokat jelzi, nem szolgál a cikkben szereplő információk forrásmegjelöléseként.